# 百無禁忌 Miss阿性

《熱門少年TOP》周刊1993年49期封面（《百無禁忌 Miss阿性》）。

《百無禁忌 Miss阿性》（Miss Sex），是台湾漫畫家李勉之繪製、阿性企劃的性教育漫画，大然文化《熱門少年TOP》周刊連載，單行本共十四冊。为李勉之的成名作，也是台灣性教育漫畫的先驅，在台灣與香港均受讀者歡迎。2000年時曾在李勉之個人網站《阿勉頻道》刊載。李勉之曾跟敖幼祥、赖有贤等合作自编自导自演一部漫画家舞台剧。
《百無禁忌 Miss阿性》以虛構角色投書提問、一問一答的方式進行，不露點。每一話各有一個問題，女主角「阿性」擔任解答者，Q版李勉之「阿勉」、陰莖擬人化角色「小弟」、睪丸擬人化角色「鳥蛋兄弟」是固定配角。多次被李勉之畫進來客串的「鄭總編」，是連載期間的《熱門少年TOP》總編輯鄭國興。
《百無禁忌 Miss阿性》堪稱漫畫版的《金賽性學報告》，成功絕非偶然：終於有一位漫畫家畫出青少年想要看的東西，而幕後編劇層出不窮的點子是最大功臣。1994年5月13日，本作品編劇徐月娟說：「當然我在日常生活中也很雞婆啦，喜歡幫人家解答性方面的問題，譬如教月事、怎麼買內衣啦，鼓勵女孩子要定期做婦科檢查、不要怕內診等。由於過去待過女性雜誌，對這方面累積了一些知識，我還滿有自信的。」
1995年10月13日，李勉之證實，他與阿性不是同一人。
1999年，李勉之擔任爾波國際製作、華義國際發行的Windows專用遊戲軟體《MISS阿性李勉之的世紀大富翁》的人物設計，但此軟體內容與《百無禁忌 Miss阿性》無關。
2013年12月27日，優樂遊戲旗下網頁遊戲《女皇聯萌》公布高永與李勉之負責的初始人物設計資料，《百無禁忌 Miss阿性》的阿性與鳥蛋兄弟均為初始人物：阿性被設定為來自異世界的性感御姐，有著豐富的健康教育知識，以教導大眾正確性教育的觀念為己任，看似聰明幹練，其實是個傻大姐，偶爾會有天然呆的舉動；阿性帶著鳥蛋兄弟來到「世界之樹」，與女孩們一起冒險。